# Metaltella arcoiris
Espèce
Synonymes
- Amaurobius arcoiris Mello-Leitão, 1943

Metaltella arcoiris est une espèce d'araignées aranéomorphes de la famille des Desidae.

## Distribution
Cette espèce est endémique du Chili.

## Publication originale
- Mello-Leitão, 1943 : Aranhas do Chile coligidas pelo Dr. J. C. Carvalho. Revista Brasileira de Biologia, vol. 3, p. 403-409.